# Jamie Anderson
Jamie Anderson (n. 13 septembrie 1990, South Lake Tahoe, California, SUA) este o sportivă ce a reprezentat Statele Unite ale Americii, medaliată olimpică. A participat la o ediție a Jocurilor Olimpice (2014) în care a câștigat o medalie de aur.

## Participări
Lista de mai jos prezintă principalele competiții la care a participat Jamie Anderson de-a lungul carierei.
- snowboarding at the 2014 Winter Olympics – women's slopestyle[*]